# 曼尼托巴湖狼
曼尼托巴湖狼（Canis lupus griseoalbus），也被稱為灰白狼，是一種已滅絕的灰狼亞種，曾經分部在加拿大西北地區的南部，艾伯塔省北部，薩斯喀徹溫省和曼尼托巴省的中南部。這種狼在分類學參考書Mammal Species of the World第三版中被認為是狼的一個亞種。

## 歷史
19世纪初，约翰·理查森首次对曼尼托巴湖狼进行了编目，并赋予了它分类名称。该物种因其毛皮而备受珍视，并于20世纪初在野外被猎杀灭绝。